# 張楽平
張 楽平（チャン・ローピン、簡体字: 张乐平、繁体字: 張樂平、拼音:  Zhāng Lèpíng、1910年11月10日 - 1992年9月27日）は、中国の漫画家。張は中国の近代漫画の発展において主導的役割を演じた人物であり、代表作『三毛流浪記』シリーズによって広く知られている。

## 早期経歴
浙江省嘉興市出身。1924年、極度の貧困の中にあった張は初等教育を受け続ける事が出来なくなった。1927年秋に彼の住む地域は国民党による北伐を受けた。1928年18歳の時に、張は教師の推薦を受けて親族の援助により再入学し、正規の芸術教育を受けた。
程なく1932年に第一次上海事変が起こり、張の画家としての技術は極めて大きな需要を見出した。中華民国は漫画を抗日宣伝出版に用いようとしていた。張の本職の漫画家としての経歴は1934年に始まった。ほぼ一年後には、張は抗日漫画プロパガンダチームの一員となっていた。
1935年に張が『三毛流浪記』の主人公の三毛を生み出した時の主な目的は、中国を舞台に繰り広げられた日中戦争の労苦を、子供、特に孤児の目を通じて伝える事にあった。張は彼の関心事である幼い戦争の犠牲者達、特に街路で野宿する孤児達の様子を描き出そうと試みた。そして、三毛はそれらの浮浪児達のシンボルとなっていった。

## 業績
1950年代には、張は上海人民美術出版社、解放日報、上海少年児童出版社に寄稿していた。1950年に張は上海美術工作者協会の副首席を務め、後には長期に亘って中国美術家協会上海分会副首席の任に就き、中国美術家協会理事、常務理事、顧問を歴任し、更には中国文聯委員、全国政策委員をも務めた。
この時期の張楽平の単発作品を除いた連載作品としては、『二娃子（二娃子、二人の赤ちゃん）』、『萌萌与菲菲（萌萌与菲菲、モンモンとフェイフェイ）』、『百喩経新釈（百喻经新释）』、『胡大生活漫記（胡大生活漫记、でたらめ生活漫画記）』、『父子春秋（父子春秋、父子の一年）』、『我們的故事（我们的故事、私達のできごと）』、『好孩子（好孩子、かわいい赤ちゃん）』、『宝宝唱奇迹（宝宝唱奇迹、赤ちゃんが奇跡を歌う）』、『小ミー画伝（小咪画传、ミーちゃん絵物語）』、『小蘿卜頭（小萝卜头、小人物）』がある。その一方で『三毛翻身記』、『三毛日記』、『三毛今昔』、『三毛新事』、『三毛解放を迎える』等の『三毛』シリーズも描き続けられていた。
張は『児童時代』等の雑誌で長期に亘り子供向けの挿絵を描き続け、併せて学校や少年宮等の場所で児童を直接に指導し、「全国先進児童工作者」の称号を獲得した。張は漫画以外にも、年画、挿絵、スケッチ、デッサン、水彩画、切り紙、中国画等のジャンルで高水準の作品を発表し続け、彼の年画は全国美術作品展覧会で一等賞を受賞した事もあった。
中国では同時代に葉浅予の『王先生』等の他の人気漫画も出版されていたが、それらは『三毛』ほどには記憶に残らなかった。『三毛』シリーズは張の経歴を通じて翻訳され、他国に紹介された。主人公の三毛は無数の映画、アニメーション、舞台演劇で主役を演じた。
1992年9月27日午後6時、張は上海華東病院で病没した。

## 死後
1997年に、上海市第一中級人民法院において開かれた公判で、張の死後に誰が『三毛』シリーズとその主人公の著作権を所有するかについての判決が下された。最終的に張楽平の妻子である馮雛音他七名の権利が認められ、江蘇三毛集団公司の敗訴に終わった。

## 関連文献
- 民国漫画風范(呉浩然編著、斉魯書社出版社、2011年 ISBN 978-7-5333-2538-1)